# Carl Benz
Karl Friedrich Benz (Karlsruhe, 25. studenog 1844. – Ladenburg, 4. travnja 1929.), njemački inženjer, tvorničar i pionir automobilske industrije.
Godine 1878. konstruirao je prvi dvotaktni motor.
Konstruirao je četverotaktni benzinski motor i prvi automobil (1886.) koje je uspio u tehničkom i ekonomskom pogledu. Poduzeće Benz & Cie u Mannheimu preteča je automobilske industrije. 

## Galerija
- Radionica Carl Benzin u Mannheimu
- Replika Benz Patent Motorwagen napravljenog 1885.
- Motor Benz Patent Motorwagen
- Prva vozačka dozvola za Carla Benza
- Automuzej Dr. Carl Benz u Ladenburgu
- Carl i Bertha Benz
- Službeni znak rute
- Prva crpka u Wieslochu

## Vanjske poveznice
- Automuseum Dr. Carl Benz
- Bertha Benz Memorial Route